# 斯图拉堡
斯图拉堡（義大利語：Castelletto Stura）是意大利库内奥省的一个市镇。总面积16平方公里，人口1309人，人口密度81.8人/平方公里（2009年）。ISTAT代码为004049。